# Ingrid Stampa
Ingrid Stampa (* 23. Februar 1950 in Uedem) war Musikprofessorin, Übersetzerin im Vatikan und von 1991 bis 2005 unter anderem die Haushälterin von Kardinal Ratzinger.

## Leben
Ingrid Stampa wurde als Tochter von Mechthilde Janßen (* 1912) und Klaus Stampa aus Verden an der Aller geboren. Mit 18 Jahren begann sie das Studium der Alten Musik an der Musik-Akademie der Stadt Basel. Nach ihrem Abschluss begann sie 1975 als Dozentin in der Schweiz. Schon ein Jahr später wurde die Sechsundzwanzigjährige an die Hochschule für Musik und Theater Hamburg berufen, wo sie bis Ende der 1980er Jahre als Professorin für das Fach Viola da Gamba lehrte. In dieser Zeit trat sie auch als Gambistin auf, nahm mit dem Ensemble der Basler Musikschule Schallplatten auf und galt in der Szene als herausragende Künstlerin. Stampa beendete ihre Karriere, um sich „ganz in Gottes Hand fallen zu lassen, um in Zukunft nur noch ihm zu dienen“, wie sie der Zeitschrift Bunte erklärte. Nach einem Jahr in einer klösterlichen Gemeinschaft wurde sie durch Vermittlung von Nikolaus Wyrwoll die Haushälterin des krebskranken Erzbischofs Cesare Zacchi, den sie in Rom bis zu seinem Tod im Jahr 1991 pflegte. Parallel übernahm sie auch die Führung weiterer Haushalte von Angehörigen der Kurie.
Nach dem Tod der Schwester von Joseph Kardinal Ratzinger, der seit 1982 als Präfekt der Kongregation für die Glaubenslehre in Rom lebte, übernahm Stampa ab 1991 bis zu seiner Wahl zum Papst im Konklave 2005 bei ihm die Aufgaben der Haushälterin. Danach war sie im Staatssekretariat des Heiligen Stuhls angestellt und arbeitete mit der Übersetzungsabteilung unter Paolo Kardinal Sardi zusammen. Sie beherrscht mehrere Sprachen und hat zahlreiche Bücher von Johannes Paul II. ins Deutsche übersetzt. Zusammen mit Bischof Josef Clemens, bis 2003 der Sekretär von Joseph Ratzinger, pflegte sie weiterhin regelmäßigen freundschaftlichen Kontakt zu Papst Benedikt XVI.
In verschiedenen Medien wurde ihr Name 2012 im Zusammenhang mit der Vatileaks-Affäre genannt. Im Vatikan wohnte sie im gleichen Haus wie der beschuldigte Kammerdiener Paolo Gabriele (1966–2020), der sie gut kannte. Paul Badde, damals Vatikan-Korrespondent der Welt, hielt sie für die Hauptperson eines Eifersuchtsdramas im deutschen Umfeld des Papstes, wobei sie mit Clemens und Sardi konspiriert und den Kammerdiener Gabriele bei seinen Dokumentendiebstählen unterstützt habe. Dafür gibt es jedoch keine belastbaren Indizien. Die Verdächtigungen, die auch in der italienischen Presse kolportiert und von der gegen Gabriele ermittelnden Staatsanwaltschaft aufgegriffen wurden, wurden von Gabriele zurückgewiesen und auch von Bekannten Stampas als unglaubwürdig bezeichnet. In dem Anfang 2023 unmittelbar nach Benedikts Tod erschienenen Enthüllungsbuch von Georg Gänswein, dem langjährigen Privatsekretär und engsten persönlichen Vertrauten des ehemaligen Papstes, geht Gänswein breit auf das nach seiner Schilderung von Eifersucht auf die Nähe zu Ratzinger vergiftete Verhältnis zwischen Clemens und ihm selbst ein und zeichnet auch sein Verhältnis zu Ingrid Stampa als angespannt.
Seit ihrer Rückkehr nach Deutschland lebt Stampa in Bovenden. Sie war 2020 in Göttingen Mitglied im Leitungsteam St. Franziskus der Katholischen Pfarrgemeinde St. Paulus. Sie wird der Schönstatt-Bewegung zugerechnet, ohne dies bestätigt zu haben.

## Trivia
Alexander Smoltczyk widmet ihr in seinem Buch „Vatikanistan“ einige Seiten mit anekdotischen Anmerkungen und vergleicht sie dort mit Schwester Pascalina (Lehnert), die über Jahrzehnte die Haushälterin und Assistentin von Papst Pius XII. war und den Spitznamen La Papessa (ital. „Die Päpstin“) trug.